# Per Roth
Per Roth (* 31. Dezember 1914 in Stavanger; † 7. Juni 2008) war ein norwegischer Häftling des Konzentrationslagers Sachsenhausen, der am 31. August 1994 zum Gerechten unter den Völkern ausgezeichnet wurde.

## Leben

### Vorkriegszeit
Roth besuchte zunächst die Offiziersschule für Feldartillerie und anschließend die Polizeiakademie. Im Jahr 1936 wurde er als Wachtmeister bei der Polizei in Stavanger angestellt.
1939 wurde Roth vom damaligen Polizeipräsidenten Ola Kvalsund beauftragt, beim Aufbau der zivilen Flugabwehr in Stavanger mitzuwirken. Bis zu seiner Verhaftung im Jahr 1942 war er deren Leiter.

### Kriegsgefangenschaft
Bei Kriegsausbruch 1940 nahm Roth an den Kämpfen in Gjesdal und Dirdal teil. Nach Beendigung der Kämpfe wurde er in die Widerstandsorganisation in Stavanger aufgenommen, wo er mit der Vorbereitung der britischen Landung in Norwegen beauftragt wurde. Die Organisation wurde aufgelöst, und Roth wurde im Herbst 1942 verhaftet. Das genaue Datum seiner Verhaftung ist nicht bekannt.
Als Roth verhaftet wurde, hatte er eine Frau und einen drei Monate alten Sohn.
Nach einer kurzen Zeit im Gefangenenlager Grini wurde Roth im Februar 1943 nach Sachsenhausen mit der Häftlingsnummer 61463 geschickt. Schließlich wurde er Krankenpfleger im Krankenrevier des Lagers unter der Leitung von Sven Oftedal und Per Græsli. Dort rettete er das Leben von elf jüdischen Jungen, die 1943 aus dem KZ Auschwitz verlegt worden waren, um als Versuchsobjekte für das medizinische Personal in Sachsenhausen zu dienen. Er behandelte diese jüdischen Gefangenen im Rahmen seiner Möglichkeiten menschlich. In mindestens einem Fall gelang es Roth eine Transportliste von Gefangenen nach Bergen-Belsen zu manipulieren, so dass eine Person nicht dorthin transportiert wurde.

### Nachkriegszeit
Nach dem Krieg arbeitete Per Roth weiter bei der Polizei von Stavanger, bis er 1972 mit einer Kriegsinvalidenrente in den Ruhestand ging. 

## Auszeichnungen
- Gerechter unter den Völkern
- Kongens fortjenstmedalje
- Deltagermedaljen